# 9090 Chirotenmondai
9090 Chirotenmondai (1995 UW8) là một tiểu hành tinh vành đai chính được phát hiện ngày 28 tháng 10 năm 1995 bởi K. Endate và K. Watanabe ở Kitami.